# Senantes (Oise)
Pour les articles homonymes, voir Senantes.
Senantes est une commune française située dans le département de l'Oise, en région Hauts-de-France.

## Géographie

### Localisation
Senantes est un village picard du Pays de Bray situé à 8 km à l'est de Gournay-en-Bray, aisément accessible par l'ancienne route nationale 30 (actuelle RD 930).

### Communes limitrophes
| Hannaches           | Wambez        | Hanvoile   |
| Villers-sur-Auchy   | Senantes      | Villembray |
| saint-Germer-de-Fly | cuigy-en-Bray | Blacourt   |

### Hydrographie

#### Réseau hydrographique
La commune est située dans le bassin Seine-Normandie. Elle est drainée par l'Avelon, le ruisseau de Goulancourt, le ruisseau des Raques et le ruisseau d'Hanvoile,,.
L'Avelon, d'une longueur de 23 km, prend sa source dans la commune  et se jette  dans Rivière de Saint-Just à Beauvais, après avoir traversé onze communes. 

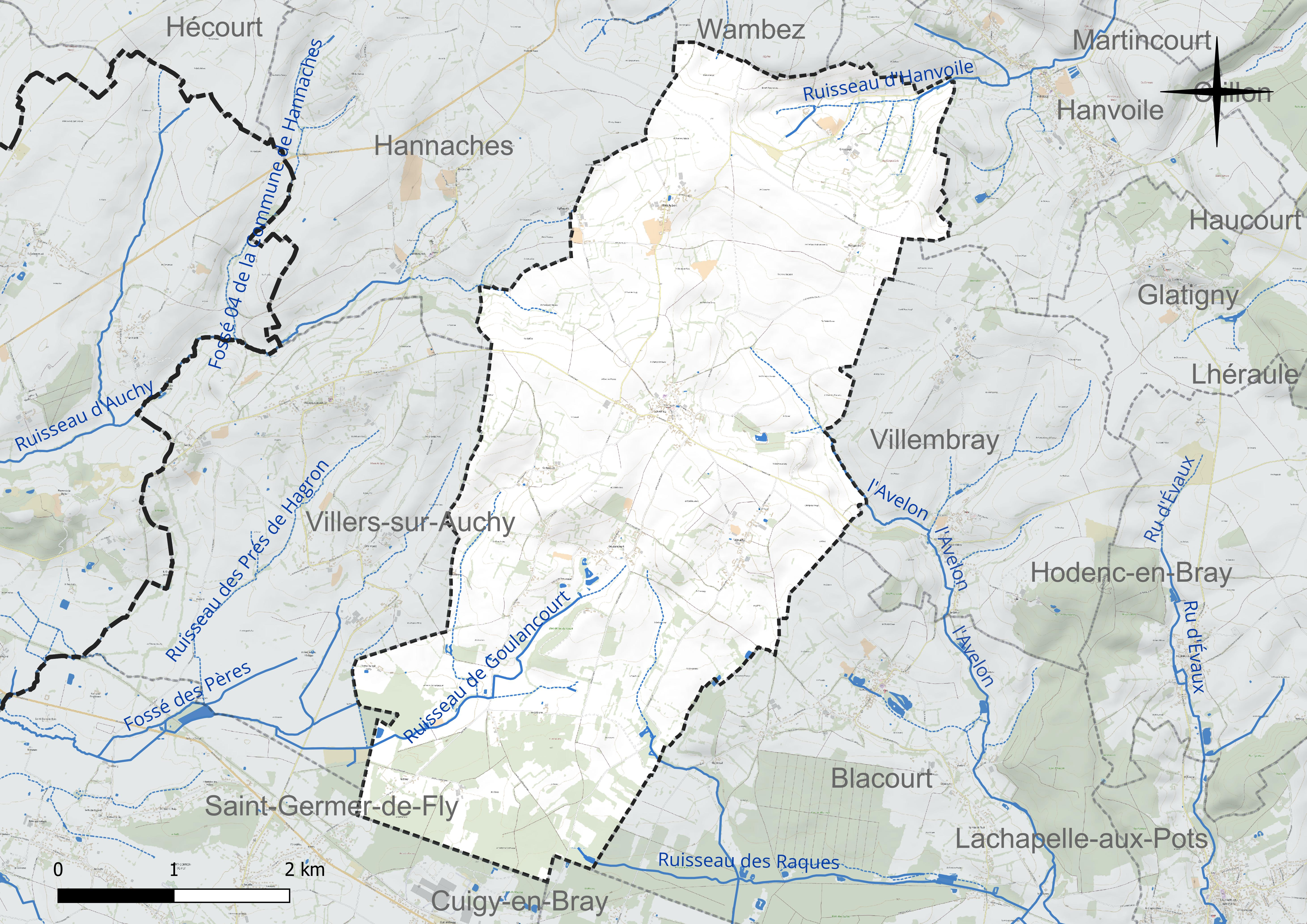
Réseau hydrographique de Senantes.

#### Gestion et qualité des eaux
Le territoire communal est couvert par le schéma d'aménagement et de gestion des eaux (SAGE) « Sensée ». Ce document de planification concerne un territoire de 1 219 km2 de superficie, délimité par le bassin versant du Thérain. Le périmètre a été arrêté le 27 janvier 2023 et le SAGE proprement dit est, en 2024, en cours d'élaboration. La structure porteuse de l'élaboration et de la mise en œuvre est le syndicat intercommunal de la Vallée du Thérain (SIVT). 
La qualité des cours d'eau peut être consultée sur un site dédié géré par les agences de l'eau et l'Agence française pour la biodiversité. 

### Climat
Pour des articles plus généraux, voir Climat des Hauts-de-France et Climat de l'Oise.
En 2010, le climat de la commune est de type climat océanique dégradé des plaines du Centre et du Nord, selon une étude du CNRS s'appuyant sur une série de données couvrant la période 1971-2000. En 2020, Météo-France publie une typologie des climats de la France métropolitaine dans laquelle la commune est exposée à un climat océanique et est dans une zone de transition entre les régions climatiques « Sud-ouest du bassin Parisien » et « Côtes de la Manche orientale ». 
Pour la période 1971-2000, la température annuelle moyenne est de 10,1 °C, avec une amplitude thermique annuelle de 14,2 °C. Le cumul annuel moyen de précipitations est de 813 mm, avec 12,2 jours de précipitations en janvier et 8,7 jours en juillet. Pour la période 1991-2020, la température moyenne annuelle observée sur la station météorologique la plus proche, située sur la commune de Saint-Arnoult à 16 km à vol d'oiseau, est de 10,4 °C et le cumul annuel moyen de précipitations est de 797,2 mm,. Pour l'avenir, les paramètres climatiques de la commune estimés pour 2050 selon différents scénarios d'émission de gaz à effet de serre sont consultables sur un site dédié publié par Météo-France en novembre 2022.

## Urbanisme

### Typologie
Au 1er janvier 2024, Senantes est catégorisée commune rurale à habitat dispersé, selon la nouvelle grille communale de densité à sept niveaux définie par l'Insee en 2022.
Elle est située hors unité urbaine. Par ailleurs la commune fait partie de l'aire d'attraction de Beauvais, dont elle est une commune de la couronne,. Cette aire, qui regroupe 162 communes, est catégorisée dans les aires de 50 000 à moins de 200 000 habitants,.

### Occupation des sols
L'occupation des sols de la commune, telle qu'elle ressort de la base de données européenne d'occupation biophysique des sols Corine Land Cover (CLC), est marquée par l'importance des territoires agricoles (91,1 % en 2018), en diminution par rapport à 1990 (92,1 %). La répartition détaillée en 2018 est la suivante : 
prairies (54,9 %), terres arables (34,3 %), forêts (6,6 %), zones agricoles hétérogènes (1,9 %), zones urbanisées (1,3 %), milieux à végétation arbustive et/ou herbacée (1 %). L'évolution de l'occupation des sols de la commune et de ses infrastructures peut être observée sur les différentes représentations cartographiques du territoire : la carte de Cassini (XVIIIe siècle), la carte d'état-major (1820-1866) et les cartes ou photos aériennes de l'IGN pour la période actuelle (1950 à aujourd'hui).

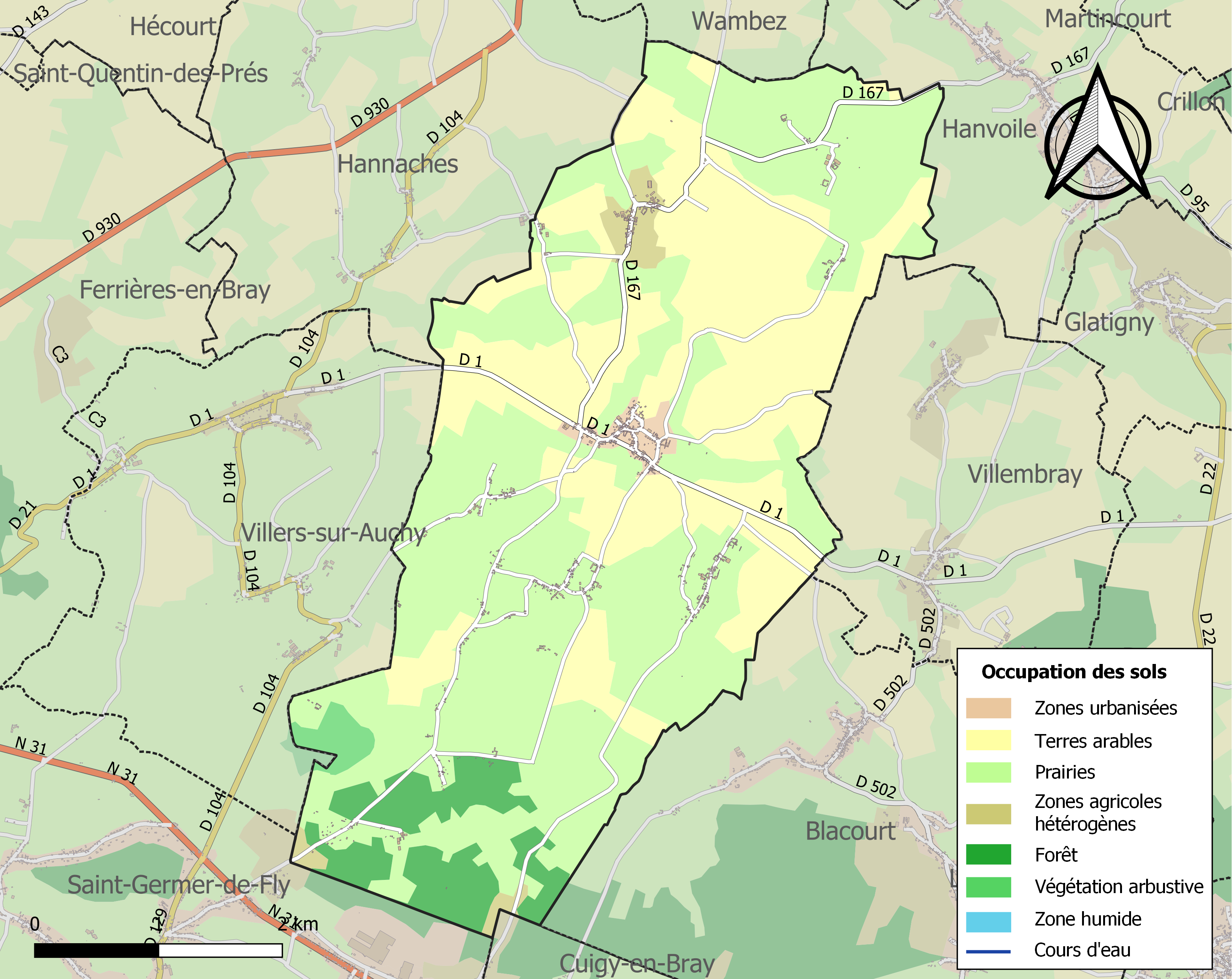
Carte des infrastructures et de l'occupation des sols de la commune en 2018 (CLC).

### Hameaux et écarts
La commune comprend 9 hameaux : Amuchy, Bois-Aubert, Corbeauval, Epluques, Goulancourt, Groscourt, Le Bray, Montperthuis et Montplaisir.

### Voies de communication et transports
La commune est desservie, en 2023, par les lignes 611, 6102 et 6107 du réseau interurbain de l'Oise.

## Toponymie
Attestée sous les formes villa Senentis en 1013, Senantoe en 1015, Senantes vers 1104, Senentes en 1152. Pour Xavier Delamarre, le nom vient du gaulois *Senonemeto, le « vieux sanctuaire ».

## Histoire
Après avoir pris, pillé et saccagé Gournay-en-Bray le 24 juin 1465, le duc de Bourgogne, Charles le Téméraire, fait de même avec le  château de Goulancourt situé à Senantes, puis celui du Coudray-Saint-Germer, ainsi que les environs de Gerberoy et le pays de Bray.

## Politique et administration
| Période                                  | Période                   | Identité          | Étiquette | Qualité                         |
| ---------------------------------------- | ------------------------- | ----------------- | --------- | ------------------------------- |
| Les données manquantes sont à compléter. |                           |                   |           |                                 |
| mars 1983                                | juin 1995                 | Jean Haudebourg   |           | Agriculteur                     |
| juin 1995                                | mars 2008                 | Philippe Bénard   |           |                                 |
| mars 2008                                | En cours (au 28 mai 2020) | Christian Gavelle |           | Réélu pour le mandat 2020-2026, |

## Jumelages
- Nanton (Alberta) (Canada) depuis août 2009.

Le village est jumelé avec Nanton (Alberta), en mémoire de Yan Bazalgette, originaire de Nanton, commandant de la RAF dont le Lancaster s'est écrasé à Senantes le 4 août 1944, lors des combats pour la Libération de la France.

## Population et société

### Démographie

#### Évolution démographique
L'évolution du nombre d'habitants est connue à travers les recensements de la population effectués dans la commune depuis 1793. Pour les communes de moins de 10 000 habitants, une enquête de recensement portant sur toute la population est réalisée tous les cinq ans, les populations de référence des années intermédiaires étant quant à elles estimées par interpolation ou extrapolation. Pour la commune, le premier recensement exhaustif entrant dans le cadre du nouveau dispositif a été réalisé en 2005.

En 2022, la commune comptait 583 habitants, en évolution de −7,17 % par rapport à 2016 (Oise : +0,87 %, France hors Mayotte : +2,11 %).
| 1793  | 1800  | 1806  | 1821  | 1831  | 1836  | 1841  | 1846 | 1851 |
| ----- | ----- | ----- | ----- | ----- | ----- | ----- | ---- | ---- |
| 1 189 | 1 089 | 1 253 | 1 207 | 1 123 | 1 088 | 1 028 | 995  | 965  |

| 1856 | 1861 | 1866 | 1872 | 1876 | 1881 | 1886 | 1891 | 1896 |
| ---- | ---- | ---- | ---- | ---- | ---- | ---- | ---- | ---- |
| 897  | 815  | 776  | 737  | 722  | 713  | 640  | 637  | 629  |

| 1901 | 1906 | 1911 | 1921 | 1926 | 1931 | 1936 | 1946 | 1954 |
| ---- | ---- | ---- | ---- | ---- | ---- | ---- | ---- | ---- |
| 612  | 575  | 585  | 502  | 503  | 503  | 524  | 497  | 521  |

| 1962 | 1968 | 1975 | 1982 | 1990 | 1999 | 2005 | 2006 | 2010 |
| ---- | ---- | ---- | ---- | ---- | ---- | ---- | ---- | ---- |
| 531  | 445  | 411  | 400  | 508  | 576  | 650  | 655  | 672  |

| 2015 | 2020 | 2022 | - | - | - | - | - | - |
| ---- | ---- | ---- | - | - | - | - | - | - |
| 642  | 589  | 583  | - | - | - | - | - | - |

#### Pyramide des âges
La population de la commune est relativement jeune.
En 2018, le taux de personnes d'un âge inférieur à 30 ans s'élève à 31,2 %, soit en dessous de la moyenne départementale (37,3 %). À l'inverse, le taux de personnes d'âge supérieur à 60 ans est de 25,8 % la même année, alors qu'il est de 22,8 % au niveau départemental.
En 2018, la commune comptait 301 hommes pour 305 femmes, soit un taux de 50,33 % de femmes, légèrement inférieur au taux départemental (51,11 %).
Les pyramides des âges de la commune et du département s'établissent comme suit.
| Hommes | Classe d’âge | Femmes |
| ------ | ------------ | ------ |
| 0,0    | 90 ou +      | 0,7    |
| 6,5    | 75-89 ans    | 7,4    |
| 18,4   | 60-74 ans    | 18,6   |
| 26,6   | 45-59 ans    | 25,7   |
| 16,0   | 30-44 ans    | 17,6   |
| 14,0   | 15-29 ans    | 14,9   |
| 18,4   | 0-14 ans     | 15,2   |

| Hommes | Classe d’âge | Femmes |
| ------ | ------------ | ------ |
| 0,5    | 90 ou +      | 1,4    |
| 5,5    | 75-89 ans    | 7,6    |
| 15,6   | 60-74 ans    | 16,3   |
| 20,8   | 45-59 ans    | 20     |
| 19,4   | 30-44 ans    | 19,4   |
| 17,6   | 15-29 ans    | 16,2   |
| 20,6   | 0-14 ans     | 19,1   |

## Culture locale et patrimoine

### Lieux et monuments

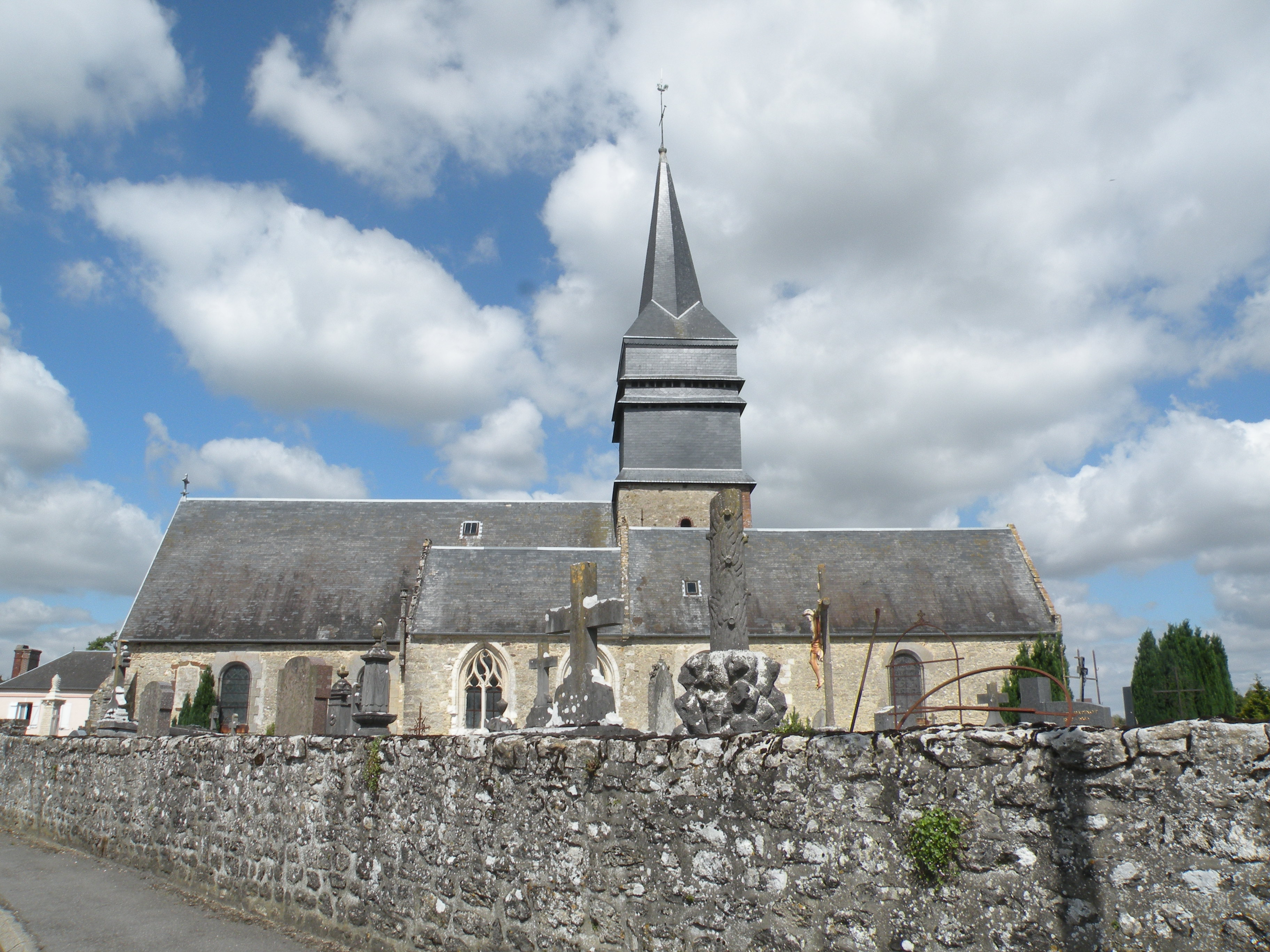
L'église Saint-Martin.

- Église Saint-Martin, avec des fonts baptismaux du début du XIIIe siècle classée MH[32] et une mise au tombeau sculpté de la fin du XVIe siècle également classée MH[33].
- La commune présente de nombreux éléments de patrimoine vernaculaire répartis dans ses neuf hameaux :  lavoirs, puis et calvaires, mares et sentes, rénovés dans les années 2020 par les habitants[18].